# 草根詩社
草根詩社是台灣1970年代重要的現代詩社。1975年5月在台北成立，並且創《草根詩刊》。該社成員有張香華、羅青、李男、詹澈、邱豐松、白靈等人，羅青是社長。創社宗旨具體呈現在〈草根宣言〉(刊載在《草根詩刊》創刊號)裡，內容為：「對過去，我們尊敬而不迷戀，對未來，我們謹慎而有信心。我們擁抱傳統，但不排斥西方，過去擁抱與過分的排斥，都是變態。我們的態度是了解第一，然後吸收、消化、創造。創造是我們最終的目的。同時，我們也知道要有專一狂熱的精神，創造方能有成，我們願意把這份精神獻給我們所能擁有的土地：台灣。」此外，該詩社相當重視詩的藝術性與普及性。

## 詩刊
詩刊從1975年發行到1980年第42期，主要刊登成員詩作。1985年2月1日復刊，由白靈主編。1978年5月第36期推出三週年紀念號，內容是「評論專輯」及「覃子豪詩選」。
草根詩社詩刊大多是成員創作

## 詩社活動
該社曾在1975年12月15日在台北耕莘文教院舉行「詩的聲光發表會」。1976年5月25日在台灣省立博物館舉行為期一週的「生活創作展」。一度相當活躍。

## 評價
台灣文學評論者彭瑞金認為，詩社宣言展現對傳統和西化兼容並蓄的精神；同時也展現對詩精神與詩形式持絕對寬容的態度。另一位文學評論者趙天儀認為，該社「曾經大量地發表新人的作品，鼓舞了一些新人的興趣與嘗試。但是，因為大家風格懸殊，作品雜陳，所以缺乏顯著的風貌。其中以羅青的知性意味，詹澈的鄉土象徵，較為突出」。。

## 資料來源
1. ↑  葉石濤/著，《台灣文學史綱》，高雄市：春暉出版社，2003年10月20日再版，頁156。
2. ↑  文訊雜誌社/編輯，《光復後台灣地區文壇大事記要(增訂本)》，台北市：文建會，1995年6月2版。
3. ↑  彭瑞金/著，《台灣新文學運動40年》，高雄市：春暉出版社，2004年9月再版，頁194。
4. ↑  趙天儀/著，《台灣文學的週邊》，台北縣：富春文化，2000年初版，頁109。

解昆樺《青春構詩：七０年代新興詩社與1950年世代詩人的詩學建構策略》〈七０—八０年代臺北《草根詩刊》研究〉，苗栗縣：苗栗縣文化局，2007年。